# Élections législatives centrafricaines de 1964
Les élections législatives centrafricaines de 1964 se déroulent le 15 mars 1964 afin de renouveler les 60 membres de l'Assemblée nationale de la Centrafrique. Il s'agit des premières législatives organisée depuis l'indépendance du pays le 13 aout 1960. À la suite d'un changement constitutionnel ayant aboli le multipartisme et instauré un régime à parti unique sous l'égide du Mouvement d'évolution sociale de l'Afrique noire (MESAN), ce dernier se présente sans concurrents et remporte l'intégralité des sièges. Son chef, David Dacko, avait auparavant remporté l'élection présidentielle organisée deux mois plus tôt. Le multipartisme ne sera rétabli en Centrafrique que 27 ans plus tard pour les élections de 1992,.
Marthe Matongo est la première femme élue députée.

## Système électoral
Les 60 députés sont élus au scrutin majoritaire à un tour dans quatre circonscriptions plurinominales.

## Résultats
|                           |                                                  |         |       |        |     |  |  |  |  |
| Parti                     | Parti                                            | Votes   | %     | Sièges | +/– |  |  |  |  |
|                           | Mouvement d'évolution sociale de l'Afrique noire | 596 687 | 98,96 | 60     | 10  |  |  |  |  |
| Votes contre              | Votes contre                                     | 6 277   | 1,04  |        |     |  |  |  |  |
|                           |                                                  |         |       |        |     |  |  |  |  |
| Suffrages exprimés        | Suffrages exprimés                               | 602 964 | 98,27 |        |     |  |  |  |  |
| Votes blancs et invalides | Votes blancs et invalides                        | 10 636  | 1,73  |        |     |  |  |  |  |
| Total                     | Total                                            | 613 600 | 100   | 60     | 10  |  |  |  |  |
| Abstentions               | Abstentions                                      | 115 381 | 15,83 |        |     |  |  |  |  |
| Inscrits / participation  | Inscrits / participation                         | 728 981 | 84,17 |        |     |  |  |  |  |